# Újlipótváros
Az Újlipótváros Budapest XIII. kerületének egyik városrésze 1950. január 1-jétől. (Eredetileg a Budapest V. kerületi Lipótváros északi részét nevezték így, utalásként arra, hogy ezt a területet csak a 19. század vége felé parcellázták.) A pesti szleng gyakran tréfásan "Lipóciának" nevezi.

## Határai
A Duna (Carl Lutz rakpart, a Margit hídtól a Dráva utcáig) – Dráva utca – Váci út – Nyugati tér – Szent István körút

## Története

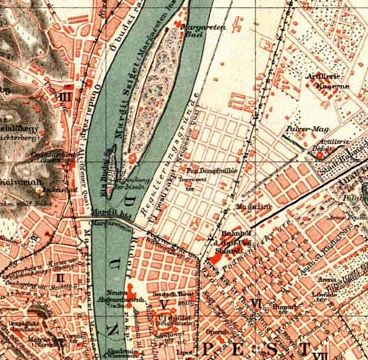
A tervezett Újlipótváros egy 1888-as térképen

A 19. század elején a terület még Pest határának beépítetlen része volt, az ipar fejlődésével fokozatosan települt be dél felől. A Nagykörút felépítése előtt a Szent István körúttal egyező nyomvonalon haladt a Fegyvergyár utca. A körút építésével együtt járó rendezési terv készítésekor északra a Duna-parthoz közel a Király Sörfőzde, a Csáky (mai Hegedűs Gyula) utca sarkán az Árpád malom, a Nyugati pályaudvarral szemben a Katona József utcáig az Unió Malom volt található. Az Unió Malom egyik belső utcájában dolgoztak a kádárok, ma a Kádár utca jelzi ezt. A mai Vígszínház helyétől északra volt a Suhajda telep. Ez a 19. század végén alakult szegénytelep Suhajda úr tulajdonában volt, aki 10–15 m²-es lakásokat alakított ki munkások számára. Ez a terület közbiztonság szempontjából igen veszélyesnek minősült.
A Váci úton apró gépgyárak, mezőgazdasági gépjavító üzemek alakultak. A Balzac utca végén a Padolat gyár és a Gyapjúmosoda működött. A Dráva utca sarkán felépült az Magyar Villamossági Rt. telepe, mellette észak felé a korábbi Szeszgyár helyén a Révész utcai fűtőmű. A Victor Hugo (Wahrmann Mór) utcában a Pannónia malom, északra a Victoria és Erzsébet malom épült és működött. A 20. század elejére az USA malomipara túlnőtte Európáét, és lassan Magyarország malomipara (amely vezető szerepet töltött be Európában) elsorvadt, emiatt a telepek pedig idővel felszámolódtak. A Pannónia utcában a Wahrmann Mór utca környékén volt a Gyapjúmosó Gyár, amely egészen az 1970-es évekig működött.
A Nagykörút megépítésekor kidolgozott városrendezési terv szerint az ipar kitelepítését követően a körút mellett bérlakásokat építettek. Ekkor kezdte elnyerni ez a terület a mai arculatát. 1896-ban adták át az akkor még csak részlegesen betelepített, akkor II. Lipót nevét viselő Szent István körutat. A Tüköry József sörgyáros által 1865 óta működtetett, a leghíresebb külföldi táncosnőket szerepeltető Új Világ Mulató helyén 1896-ban felépült a Vígszínház.
Az Újpesti rakpart a Margit híd és a Dráva utca között 1900-1903 között épült ki. A folyamszabályzási munkák során történt feltöltésekkel part menti beépíthető telkekhez jutott a városrész.

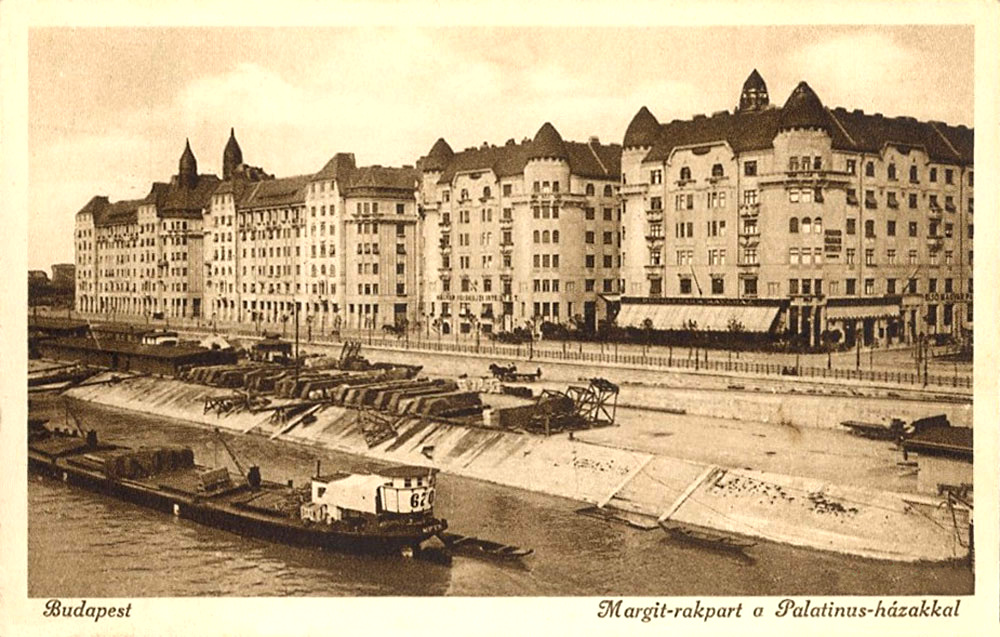
A Palatinus-házak egy 1927-es képeslapon

A Pozsonyi út elején álló Palatinus házak 1911-ben épültek szecessziós stílusban, Vidor Emil tervei alapján. A nagyobb arányú bérlakás-építkezések azonban csak az 1920-as évek végén kezdődtek el a városrész déli telkein, még körülépített udvaros téglaépítésű házakkal. A Fővárosi Közmunkák Tanácsa 1928-as rendeletében elhatározta a Szent István park létesítését a volt parkettagyár helyén, egyben egységes stílust írt elő a környék házaira. Egy ezt kiegészítő rendelkezéssel 1933-ban megszabta a mai utcák helyét és kötelezővé tette a keretes beépítési módot. Ezek a házak jellemzően 5-6 emeletes téglaépületek, a belső udvar gyakran kertszerű, növényekkel beültetett. Vegyesen állnak a historizáló, art déco és bauhaus stílusú épületek, a sűrű beépítésért jó minőséggel kárpótolva a betelepülőket. A városrész hamar népszerűvé vált a közép- és felsőközéposztálybeli értelmiség körében. Számos elismert művész, tudós, tanár, ügyvéd, orvos nőtt fel és él itt. Alacsony a fluktuáció, kevesen költöznek el.
A Palatinus-házak építésével egy időben az ipari munkásság életkörülményeinek javítása érdekében a Vág utcában megépítették a jótékonysági alapon működő Népházat, amely munkásszállóként és művelődési, kulturális központként is működött, valamint műhelyeiben foglalkozást biztosított a munkanélkülieknek. A Népház könyvtára volt az első közkönyvtár Budapesten, 2000 kötetes állományát a munkások helyben olvasva vagy kikölcsönözve olvashatták. Erre a korszakra tehető a Vág, a Tisza és a Dráva utcában több emeletes ház elkészülte is.
1936-1938 között épült a Visegrádi utca szakorvosi rendelő az Országos Társadalombiztosító Intézet (OTI) beruházásában, amelynek két oldalsó szárnyát 1955-ben két emelettel bővítették.
A városrész felépülését követően számos tehetősebb zsidó család költözött át a Szent István körút déli oldalán fekvő Lipótvárosból.
A második világháború alatt a Szent István körúthoz közeli újlipótvárosi házak úgynevezett védett házak voltak, külföldi konzulátusok és követségek védelme alatt álló házak, amelyekben a zsidó lakosság viszonylagos biztonságban élhetett. Ezekhez a házakhoz köthető Raoul Wallenberg svéd diplomata, a magát spanyol konzulnak kiadó olasz kereskedő, Giorgio Perlasca és Carl Lutz svájci konzul tevékenysége. A vészkorszakot túlélt zsidó népesség körében gyakran ma is erős a kötődés Újlipótvároshoz. A helyiek meghatározónak tekintik a környék zsidó identitását és annak kulturális vonatkozásait.
A Lehel tér mellett, a Lehel utca elején 1949-1950 között épültek az Élmunkás házak. A 60-as években foghíjtelkeket építettek be.
A 76-os trolibusz 1955 óta közlekedik.
Az Ipoly utca és a Dráva utca között 1976 és 1979 között épült fel a 4 ezer lakásos Kárpát utcai lakótelep, ezzel párhuzamosan elbontották a Pozsonyi úton addig haladó 15-ös villamost, a romos gázgyári melléktelepeket, illetve a Pozsonyi út és a Dráva utca sarkán állt, Dunára néző régi udvarházat. (A villamosjárat forgalmát 1978-ban a 79-es, majd 2008-tól a 75-ös jelzésű trolibusz vette át.)
A Hollán Ernő utca (1945-1992 között Fürst Sándor utca) eleje 2009 óta sétálóutca. Ugyancsak sétálóutca lett a Vígszínház melletti rövid Ditrói Mór utca. (Több más közterület, így például a Pozsonyi út vagy a Lehel utca is megújult, a rekonstrukciók során törekedtek a zöldsávok növelésére is.)

## Látnivalók, érdekességek

### A Szent István körút páros oldala és a Nyugati tér
Az 1884 és 1904 között felhúzott házsor a Nagykörút kiépítésének idejéből származó többemeletes, eklektikus lakóépületek. Tervezőik: Kauser, Kármán Géza Aladár, Ullmann Gyula, Hudets, Wellisch Alfréd, Pucher, Gaál, Pierek és Wagner, Paulheim, Klinger, Hirsch, Holub, Goldmann.

### Vígszínház

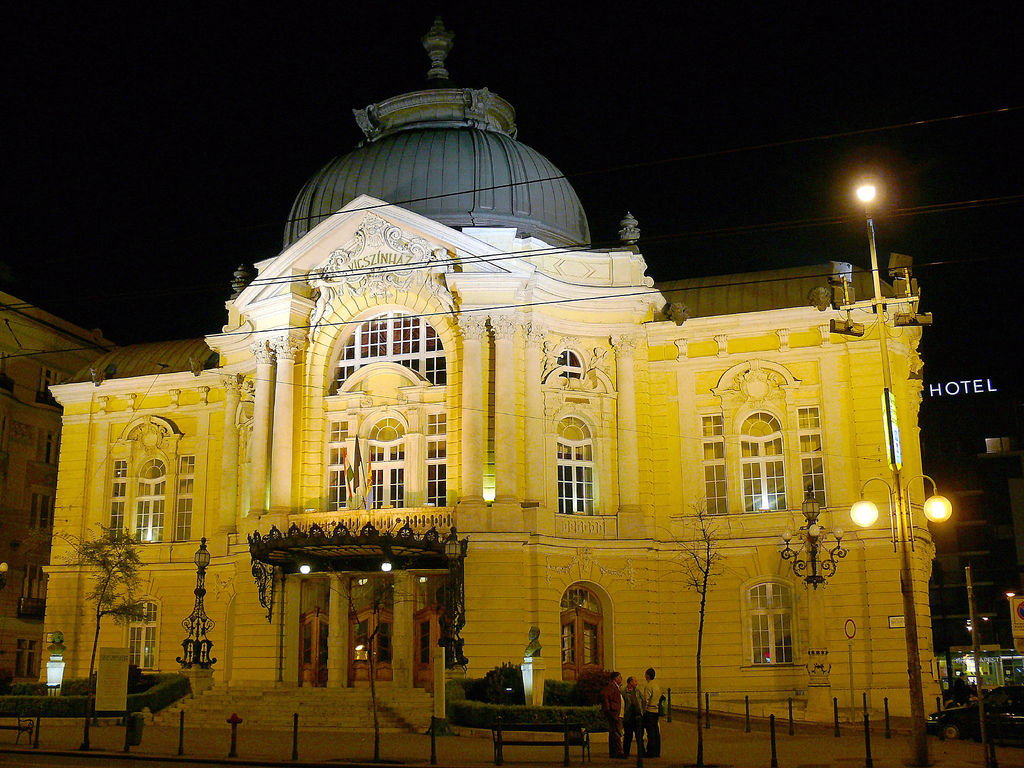
A Vígszínház este

Az 1896-ban átadott Vígszínház Fellner és Helmer tervei alapján, historizáló stílusban épült. A főváros negyediknek elkészült színháza hamar kitört a neki szánt könnyed műsorok előadására szorítkozó szerepből, és mára Budapest népszerű színházává vált a műfajok széles választékával.
A színház környékén hamar kialakult a filmes élet is, maga a színház alapította 1911-ben az első magyar filmgyárat, a Hunnia filmvállalatot. Ugyanebben az évben nyílt meg a színház tőszomszédságában a KINO művészmozi elődje, az Elit Mozgó.

### KINO mozi
Budapest egyik első filmszínházaként alapította Rózsa Izsó 1911-ben a KINO elődjét, az Elit Mozgót a Lipót körút 16. szám alatt, a Vígszínház mellett. A kezdetben némafilmeket vetítő mozi egy háromszáz férőhelyes nagyteremmel és kis előtérrel működött. A némafilm elengedhetetlen kelléke, a zenei aláfestés megkövetelte mozizenész vagy akár mozizenekar fenntartását is, ez az Elitnél 6 főt jelentett.
A mozi túlélte a sok filmszínházat elragadó időszakot, amikor a hangosfilm átvette az egyeduralmat a filmiparban. Hosszú történelme során sokféle nevet viselt, és többször megváltozott a működés hangsúlya. 1943 és 44 között Mesevár néven a gyermekek mozija volt, majd 1954-ben a visszavett Elit nevet a szerényebb Tanácsra cserélték. 1979-től a Magyar Filmek Mozijaként játszott különleges szerepet. A ma KINO nevet viselő moziban művészfilmeket vetítenek, emellett egyéb programokat is szerveznek.
A 70-es években csökkentették a nézőtér méretét és elegáns belső teret alakítottak ki benne. Újabb átalakítást követően két termet alakítottak ki, ezek a Latinovits Zoltán illetve a Dajka Margit nevet viselik. A mozi előterében kávézó működik.

### Budapest Jazz Club
A 2013 óta Budapest Jazz Clubként működő nagy múltú kulturális színtér korábban az Odeon Lloyd majd később Duna és Odeon moziknak adott otthont. Időrendi sorrendben Lloyd - Duna - Lloyd - Duna - Odeon-Lloyd néven működtek a filmszínházak és filmkölcsönzők. A mozit magában foglaló vasbetonvázas, kettős bérház (Hollán Ernő u 7/a és 7/b) építtetője „dr. Markovits Károlyné és Társasház” volt. A házat a városban több modern épületet is jegyző Hofstätter Béla – Domány Ferenc páros tervezte. Az ötszáz nézőt befogadni képes filmszínházat 1937. október 5-én adták át. Számos belső átépítés és modernizálás után 2003 márciusában az Odeon mint művészmozi-videotéka és kávézó nyitotta meg újra kapuit Odeon-Lloyd néven. A mozi 2012-es bezárását követően költözött be a korábban Múzeum utcában üzemelő Budapest Jazz Club, mely számos nemzetközi ismertségű világsztár fellépővel, rangos hazai előadóval, fesztiválokkal és saját éttermével azóta is a kerület és egyben a főváros fontos kulturális helyszíneként működik.

### Palatinus-házak
A Pozsonyi út és a pesti felső rakpart között épültek meg Vidor Emil tervei alapján 1911-ben. Az elnevezés onnan származik, hogy az épületek azokon a telkeken állnak, melyeket a nádori család a Székesfővárosi Közmunkák Tanácsa létrehozásakor kapott a tőlük köztulajdonba vett Margit-szigetért cserébe. (A palatinus szó nádort jelent latinul.) A terület a 19. század közepén még a Duna homokos lapospartja volt, akkor a partvonal a mai Pozsonyi út vonalában húzódott. A terület a Reitter Ferenc vezetésével folyó pesti folyamszabályozási munkák eredményeképp vált beépíthetővé, melynek keretében feltöltötték a Lipótváros parti területeit és kiépítették a mai rakpartokat.

### Phönix ház

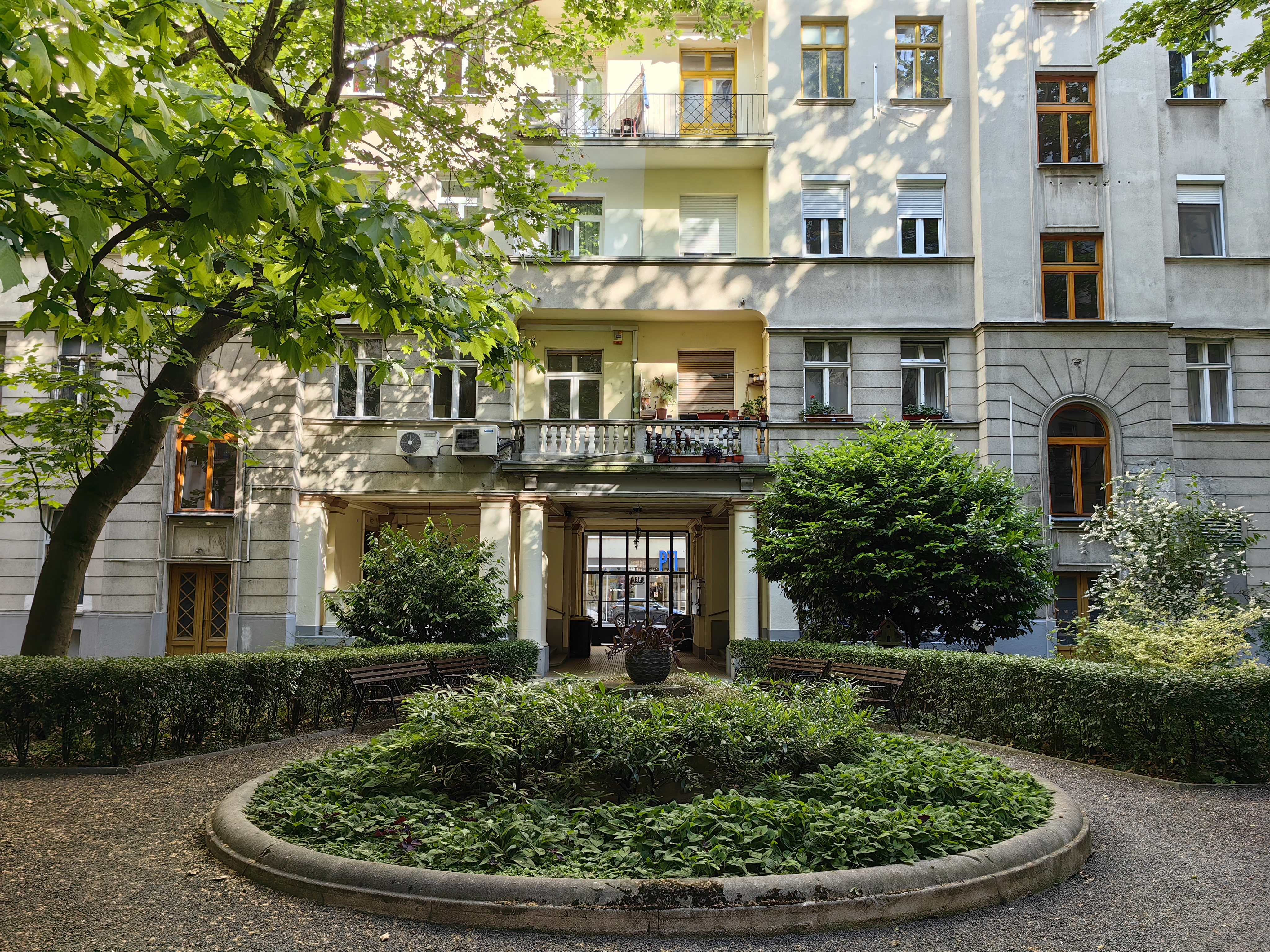
A Phönix ház belső udvara

Jónás Dávid és Jónás Zsigmond tervei alapján a Phönix Életbiztosító Társaság és Turul – Magyar Országos Biztosító Rt. 1928-1929 között építette a Katona József utca, Tátra utca, Raoul Wallenberg és a Pannónia utca által határolt telken, a városrészre jellemző keretes beépítési módban. Az eredetileg 146 lakásos műemlék épületegyüttes gondozott belső udvarán terebélyes fák adnak árnyékot.

### Szent István park
A Fővárosi Közmunkák Tanácsa 1928-as rendeletében határozta el az 1937 óta Szent István nevét viselő park létesítését a volt parkettagyár helyén. A Csanády utca nyugati végében a felső rakpart és a Hollán Ernő utca közötti területen elterülő, a helyiek körében igen kedvelt parkot 1934-1935 között alakították ki Rerrich Béla tervei szerint eleinte Lipótvárosi park, majd - az ötletgazdáról elnevezve - Rakovszky park néven. A parkban és a környező házak falán több szobor illetve emlékmű - köztük Raoul Wallenbergé és Fejtő Ferencé - áll, a közepén szökőkút frissíti a levegőt. A szabadidő aktív eltöltéséhez egyebek mellett pingpongasztalok és sportpálya áll rendelkezésre. A park ma is ismert könnyűzenei együttesek megalakulásának helyszíne (például: Hungária), és e jelentős zöldfelület pihenést és nyugalmat kínál az itt lakóknak.
Az említett 1928-as rendelkezés egységes stílust is előírt a környék házaira. Ennek megfelelően épültek meg a Duna-parti parkot körülvevő 5-6 emeletes, a kor modern stílusát képviselő házak. A Pozsonyi út és a park sarkán áll az 1938-ban megnyitott Dunapark Kávéház.
1961-ben Jancsó Vilmos, 1974-ben Csorba Veronika tervei szerint építették újra. Az 1997-1998 között zajlott utolsó felújítása óta éjszaka zárva tart. Ekkor a sétautakat, a növényzetet, a szabadtéri enteriőrjét felújították, a két játszótér is újabb játékokkal gazdagodtak. 2010-ben rózsakertet ültetett a Főkert. 
A parkban a nyári szezonban rendszeresen tartanak zenei előadásokat is. (A zsúfoltságát enyhítendő a környéken a közelmúltban épült a Duna terasz, a Ruttkai Éva park, a Thurzó park és a Gabriel García Márquez park.)

### Pozsonyi úti református templom
A Pozsonyi út északi végénél áll az 1940-ben felszentelt református Hálaadás templom, Tóth Imre és Halász Jenő közös munkája. A Margit-szigetre néző templom a második világháborúban súlyos károkat szenvedett, a homlokzatot csupán 1987-ben sikerült teljesen helyreállítani.

### Cézár ház

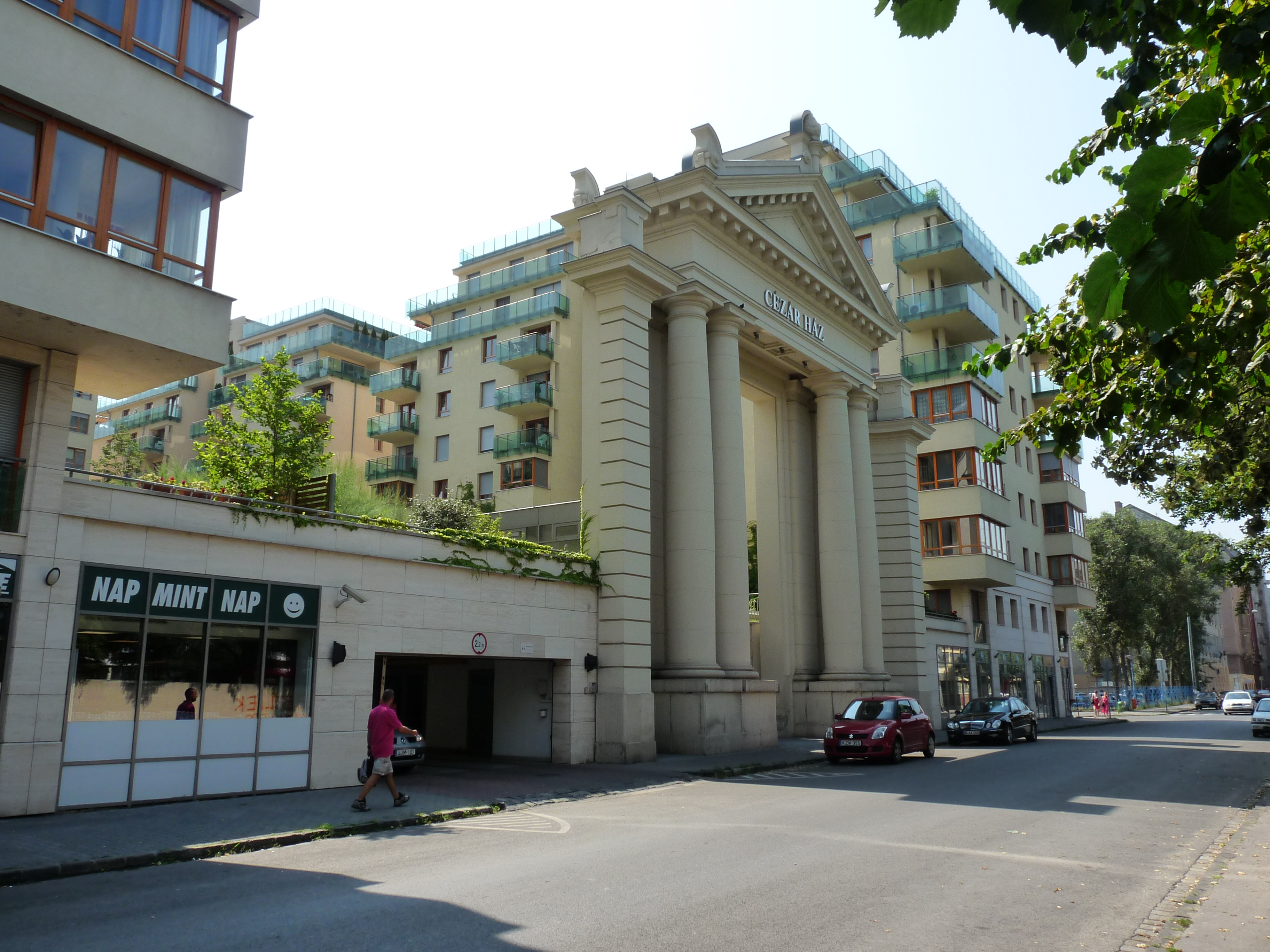
A Cézár ház bejárata

A Cézár Ház a Hegedűs Gyula, Tutaj utca, Visegrádi utca, Bessenyei utca négyszögben felépült lakónegyed. Az 5 milliárd forintból 2002 tavaszára felépült együttes az Autóker Holding Rt. első lakóingatlan-beruházása volt. Különlegességét az épület Hegedűs Gyula utcai homlokzatába beépített védett klasszicista kapu és timpanon adja, ami a Budapesti Elektromos Művek egykori Csáky utcai áramfejlesztőjéből maradt meg, amikor azt 1992-ben elbontották.

## Újlipótváros írói és kulturális élete
A kerületrész történetét, mindennapi életét többen kutatták/kutatják, például műveiben írt róla Bächer Iván és Kulcsár István. Mások mellett itt él Kemény István költő, Spiró György, Parti Nagy Lajos és Gerlóczy Márton, illetve Báthori Csaba költő, műfordító, esszéista is. Újlipótváros híres szülöttei közé tartozik Radnóti Miklós. Polgár Ernő a Szépírók Társasága programjaként szerkesztett Újlipótvárosi esték című műsoraiban is sokszor szembesült a ténnyel, milyen sokan születtek, nevelkedtek, éltek, élnek Újlipótvárosban, s kötődtek, kötődnek ma is – az 1950-ben Margitszigettel együtt Lipótvárostól elszakított – városrészhez. Írók, színészek, képzőművészek, tudósok, politikusok, közéleti személyiségek: akik a városrész szellemi, művészi műhelyeiben megfordultak, megfordulnak irodalmi folyóiratok szerkesztőségeiben, könyvkiadókban, kiállítótermekben és színházakban. Szoros a kötődése a városrészhez a XIII. kerület díszpolgárainak: Horn Gyulának, Balla Zsófiának, Vámos Miklósnak, Vitray Tamásnak, Fenyő Miklósnak és Grecsó Krisztiánnak.
Radnóti nevét viseli a Kárpát utcai lakótelepen Vadász György tervei szerint épült, majd 2011-ben megnyitott RaM Colosseum Művelődési Központ.

## Közlekedés
A 75-ös és 76-os trolibusz a 15-ös autóbusszal együtt segíti a közösségi közlekedést. A Váci út alatt futó M3-as metróvonal tartja a kapcsolatot a főváros bármely részével. A rakpart újlipótvárosi részén több hajóállomás üzemel, át lehet például menni a szemközti Margit-szigetre is. A Nyugati pályaudvar, a WestEnd City Center, a Nagykörút fontos csomópontok, találkozóhelyek.
A városrész teljes egészében fizető parkolási övezet.

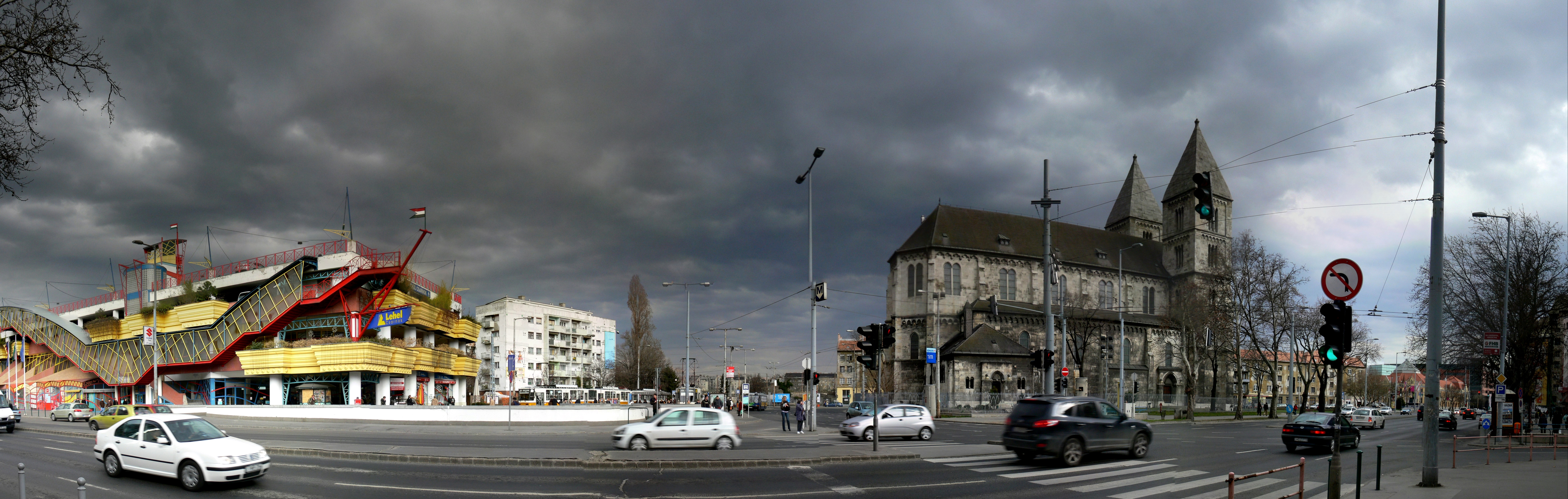
A Lehel tér vastag zivatarfelhő alatt

## Képek

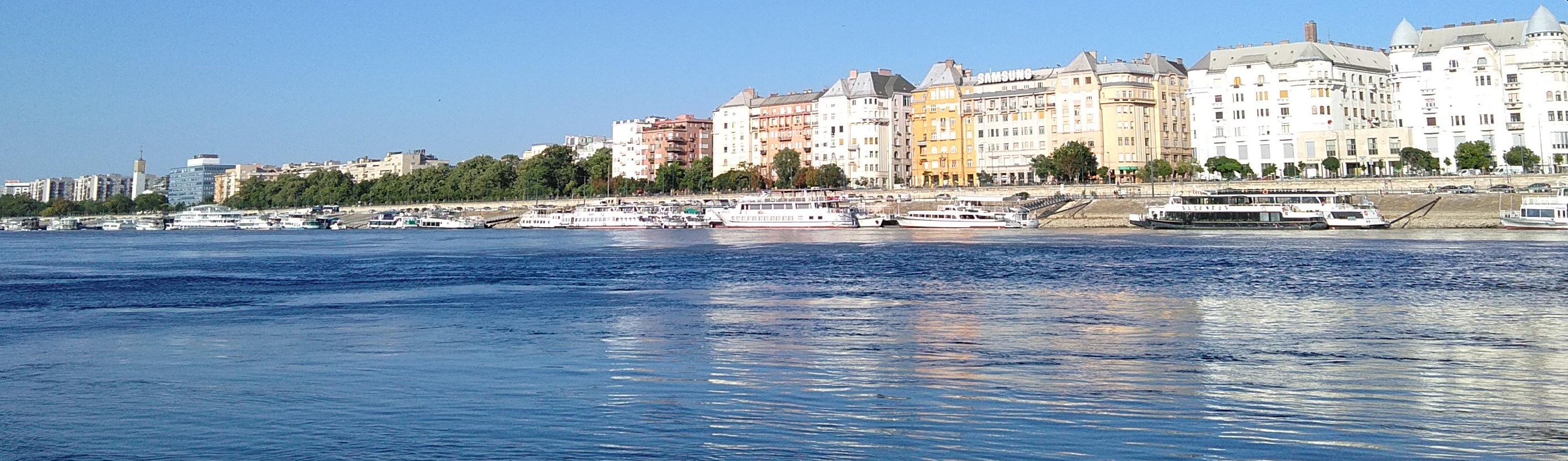
Újlipótváros a 2022-es alacsony vízállás idején, a Margit-sziget déli végéről
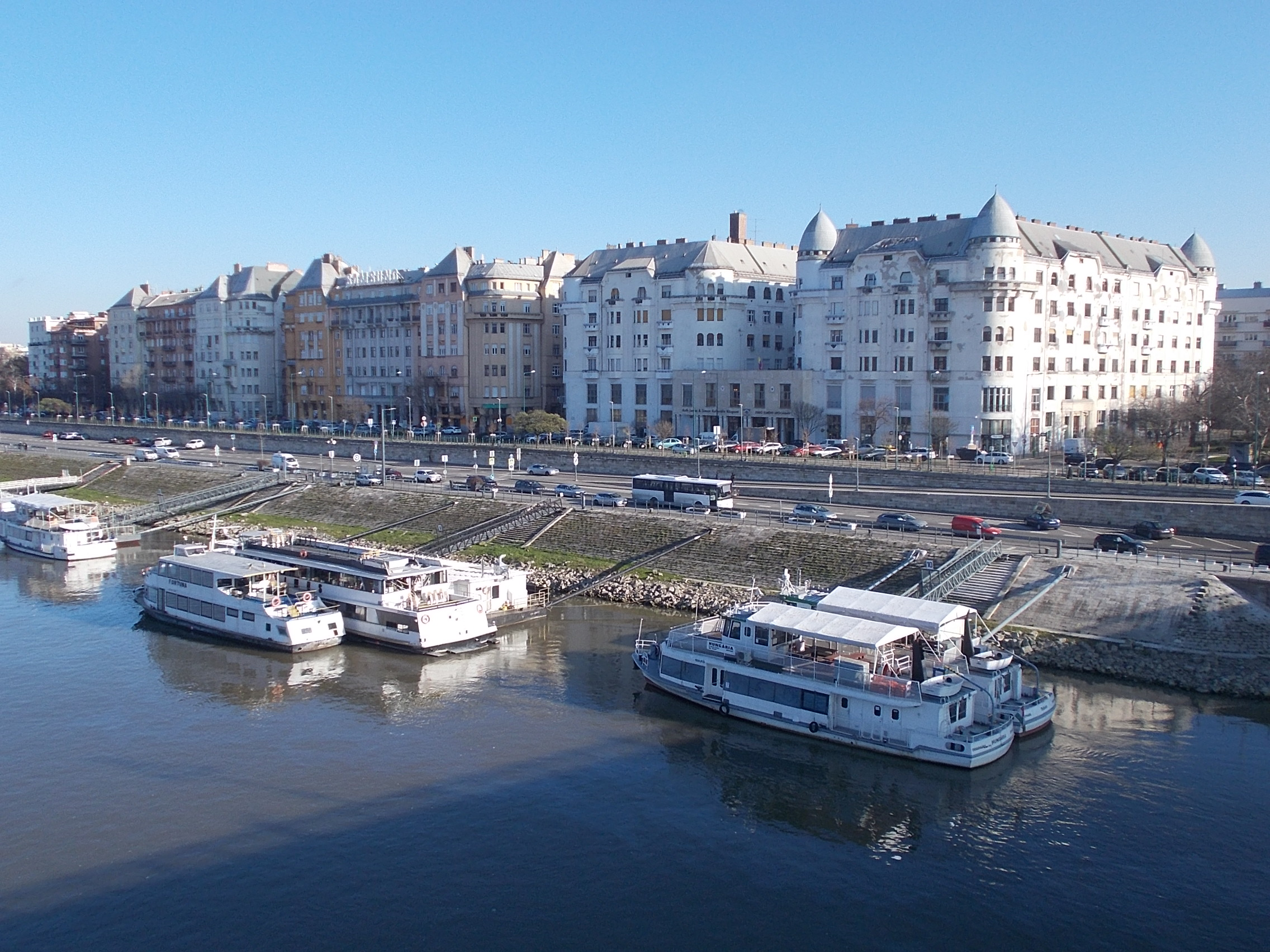
A Jászai Mari téri hajóállomás, háttérben a Palatinus házakkal
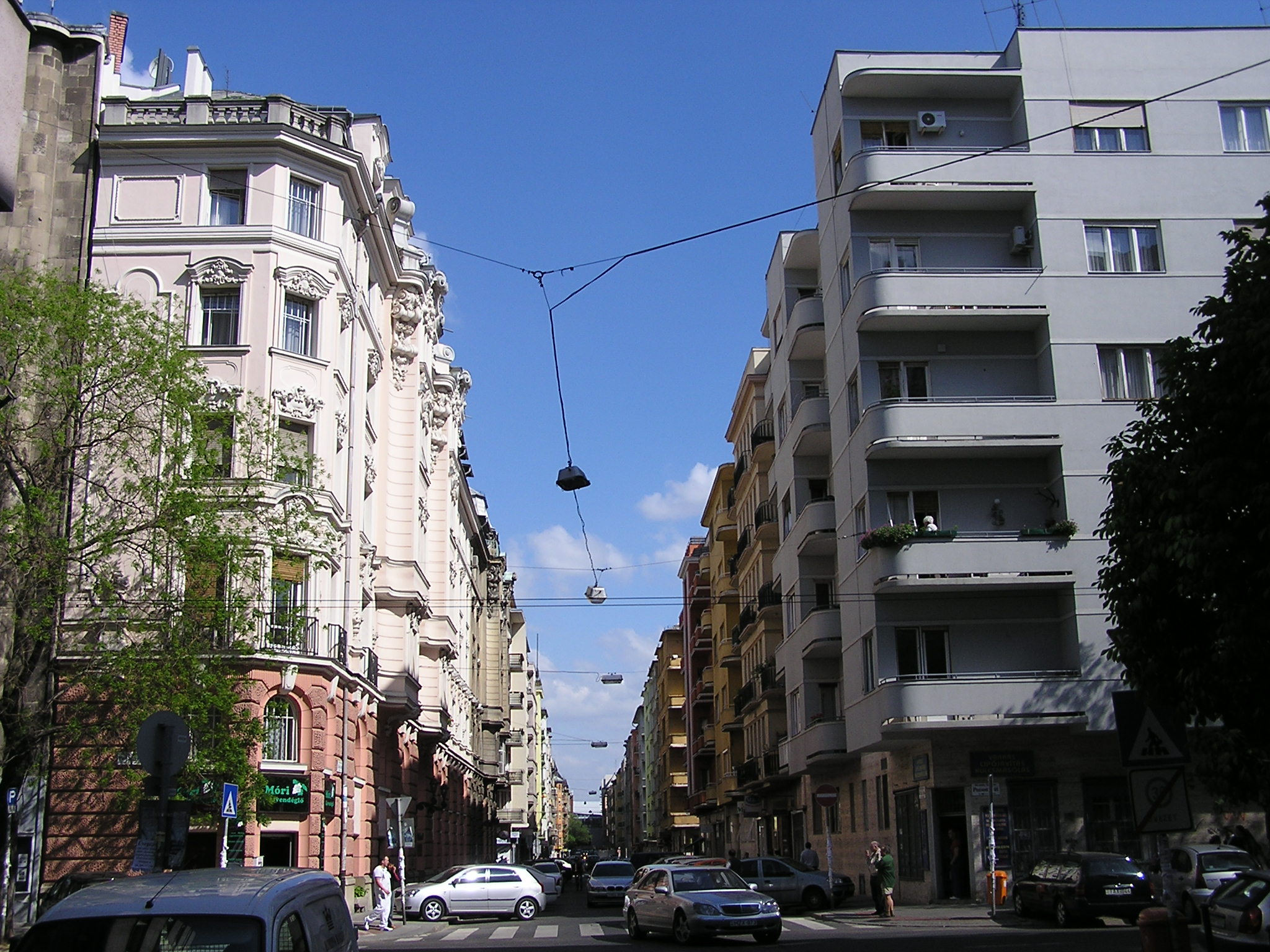
A Balzac utca
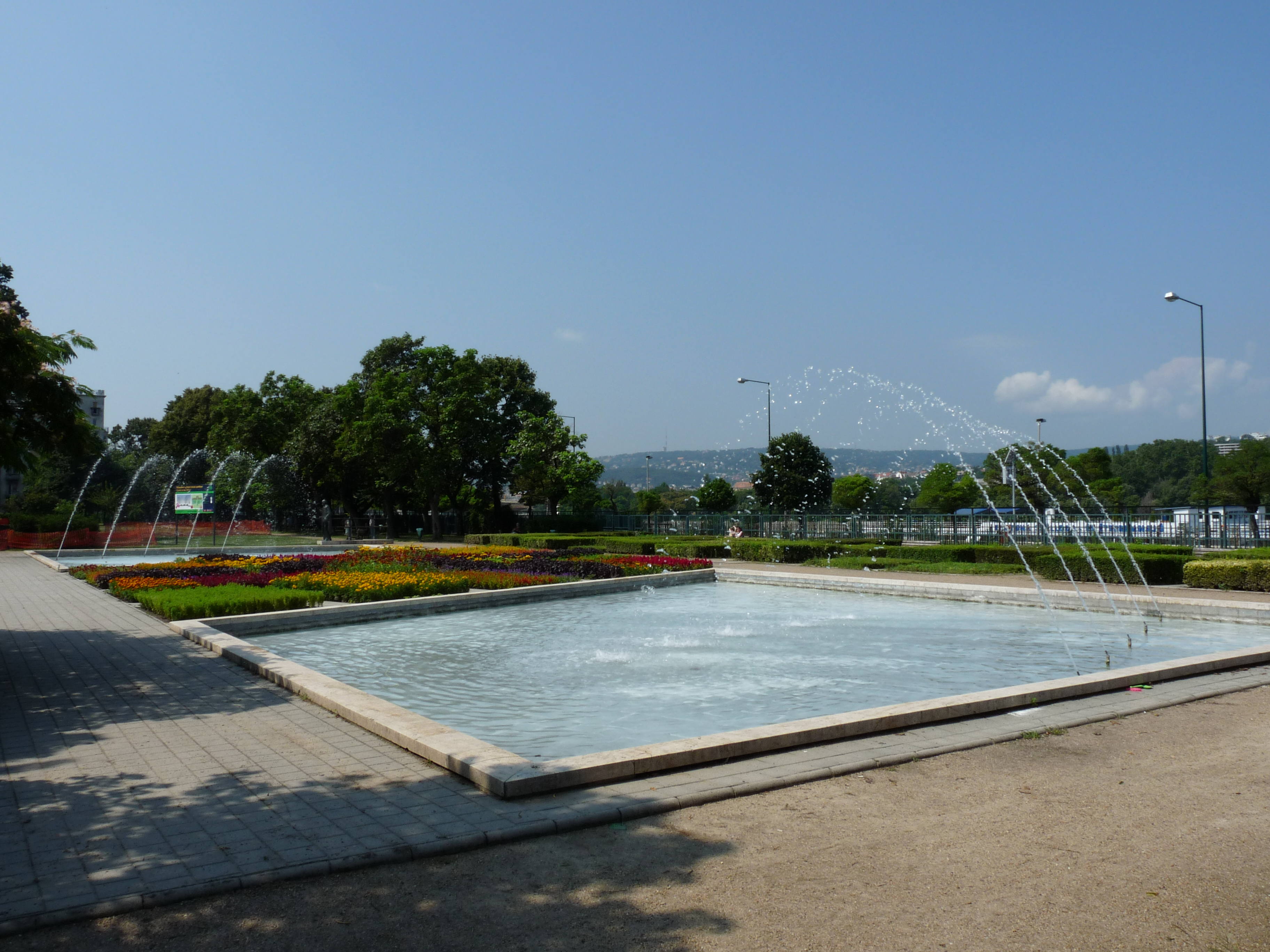
Szökőkút a Szent István parkban
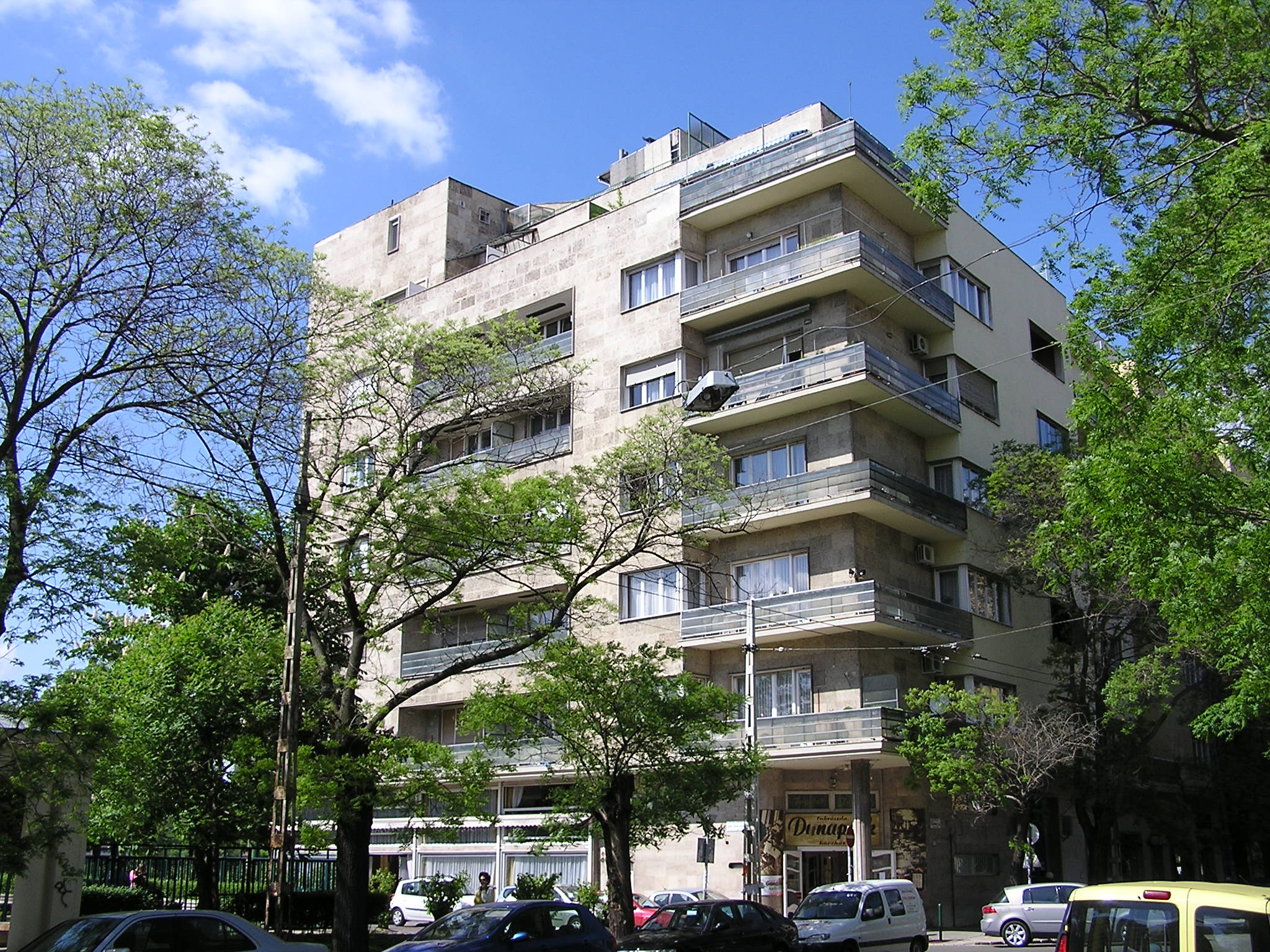
A Dunapark Kávéház a Pozsonyi úton
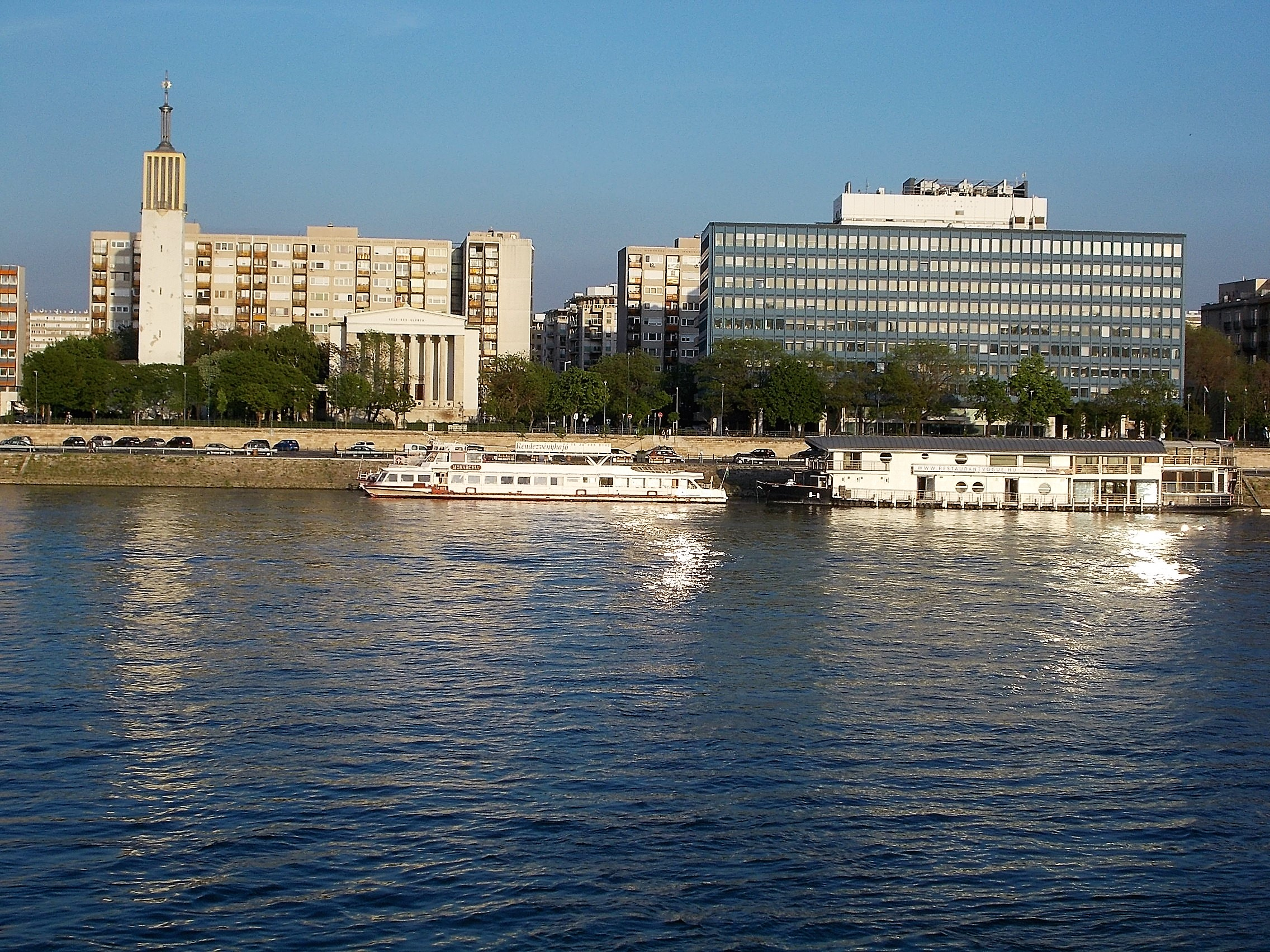
A Pozsonyi úti református templom és a Magyar Nemzeti Vagyonkezelő Zrt. székháza az Újpesti rakparton